# Kościół św. Ojca Pio w Białymstoku
Kościół świętego Ojca Pio w Białymstoku – rzymskokatolicki kościół parafialny należący do parafii pod tym samym wezwaniem (dekanat Białystok – Śródmieście archidiecezji białostockiej).
Budowa świątyni według projektu inżyniera architekta Adama Suflińskiego pod nadzorem inżyniera Janusza Skoblewskiego, konstruktora kościoła, została rozpoczęta oficjalnie w dniu 27 czerwca 2009 roku, natomiast w dniu 20 września arcybiskup Edward Ozorowski dokonał poświęcił i wmurował kamień węgielny. W założeniach świątynia ma nawiązywać do pierwowzoru z San Giovanni Rotondo we Włoszech. Pod wieżą zostanie zbudowana grota Michała Archanioła przypominająca tę, w której czas na modlitwie spędzał patron parafii, święty ojciec Pio.
Budowa kościoła cały czas trwa. Na początku 2015 roku świątynia została oddana w stanie surowym zamkniętym.